# Adapsilia borneensis
Adapsilia borneensis är en tvåvingeart som beskrevs av Willi Hennig 1936. Adapsilia borneensis ingår i släktet Adapsilia och familjen Pyrgotidae. Inga underarter finns listade i Catalogue of Life.